# Юнона (рынок)

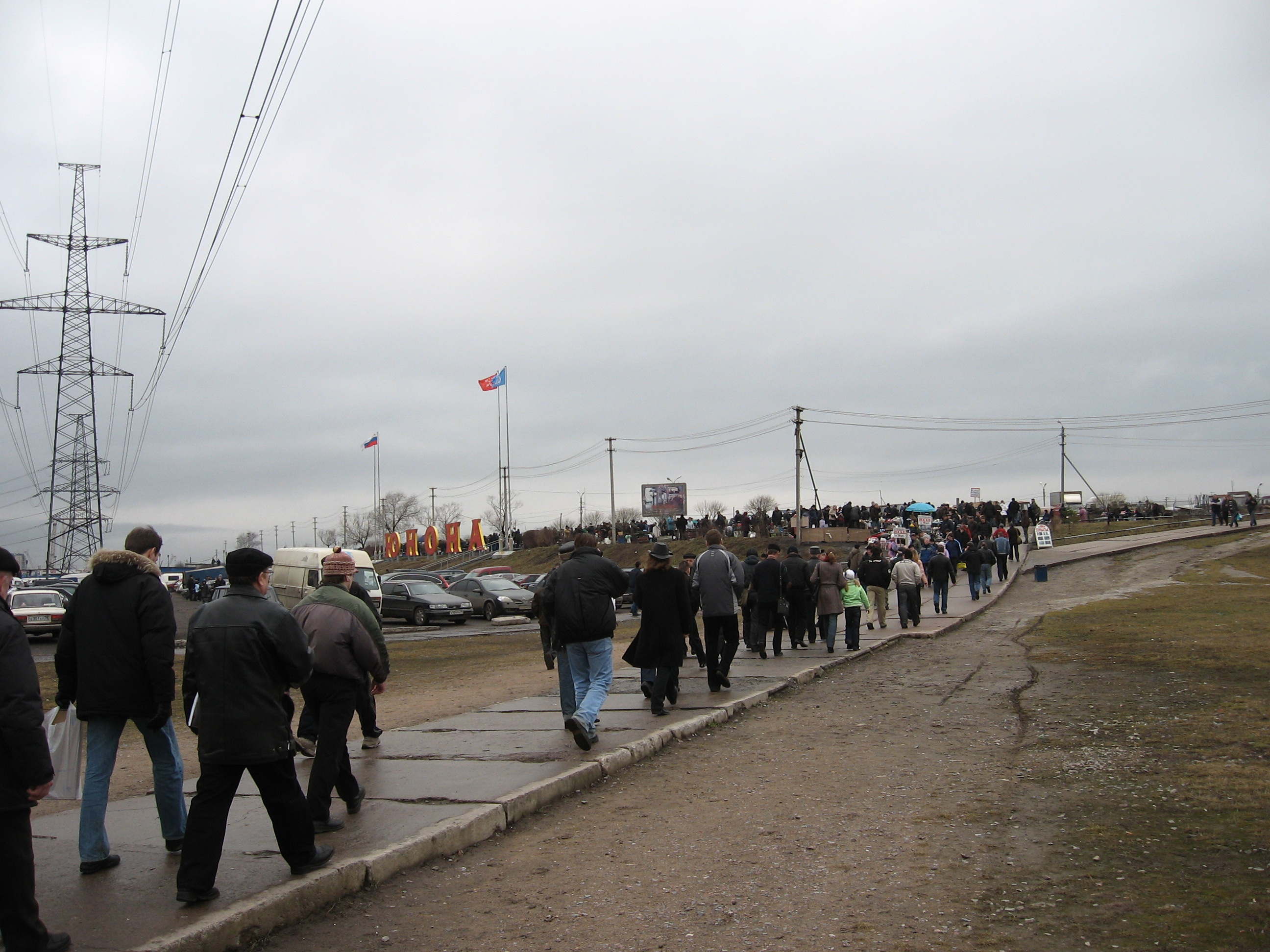
Основной вход на ярмарку «Юнона», 2008 год

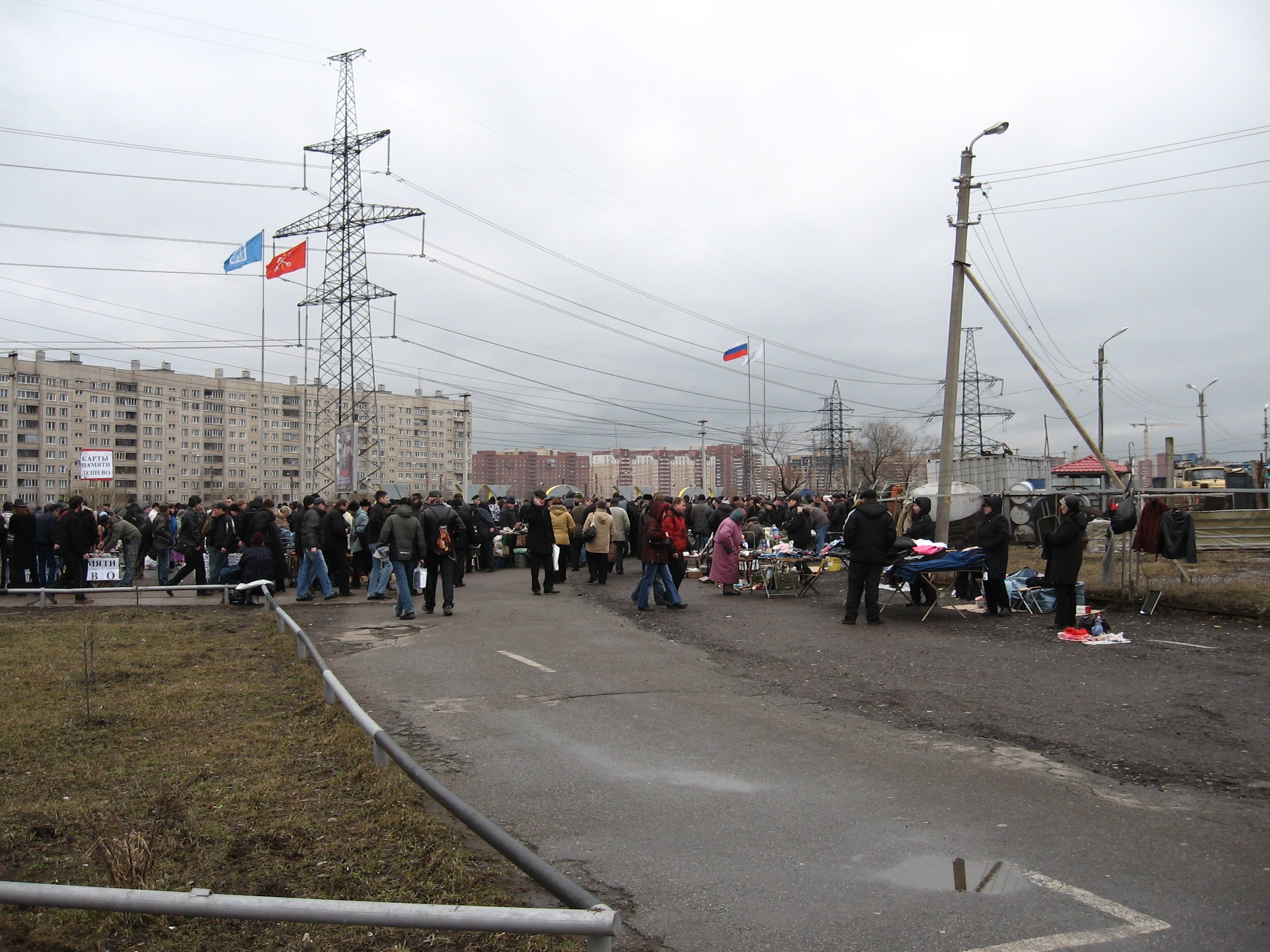
«Юнона» в 2008 году

Ры́нок «Юно́на» (санкт-петербургская ярмарка «Юнона», «Казаковка») — один из крупнейших рынков Санкт-Петербурга. Расположен на Юго-Западе на северной стороне улицы Маршала Казакова.
В настоящее время на рынке торгуют широким ассортиментом товаров: бытовой техникой, аудио- и видеотоварами, компьютерной техникой, программным обеспечением, одеждой. У входа на ярмарку по выходным образуется блошиный рынок.
Подъезд к ярмарке благоустроен. На её территории находятся охраняемая автостоянка и бесплатная автопарковка площадью около 2-х гектаров. Общественный транспорт до рынка ходит от станций метро «Ленинский проспект», «Автово», «Московская».

## История
Стихийный рынок в Автово начал формироваться в 1980-х годах у магазина «Юный техник» на Краснопутиловской улице (дом 55). Этот магазин имел отдел неликвидов электронных компонентов и других нужных домашнему мастеру товаров. У входа в магазин происходила стихийная торговля радиодеталями, и многие радиолюбители приезжали сюда купить дёшево нужную деталь или найти дефицитный компонент. К концу 1980-х годов власти уже смотрели на подобные явления сквозь пальцы, и размеры стихийного рынка (особенно по выходным) стали превышать вместимость тротуара перед магазином.
В самом начале 1990-х годов предприниматель Олег Александрович Семёнов отгородил для рынка площадку пустыря на пересечении улиц Краснопутиловской и Червонного Казачества, поставил прилавки, установил дизель-генератор и стал брать плату за вход и право торговли. В этот период рынок был узкоспециализированным: на нём торговали практически исключительно электронными компонентами, радиотехническими инструментами и материалами, продукцией самосбора начинающих бизнесменов (телефоны с АОН, компьютеры «Синклер») и компонентами IBM PC.
Вскоре стало ясно, что площадка мала и неудачно расположена. В 1992 году рынок переехал на пустырь площадью 4 га (на месте бывшей свалки) на улице Маршала Казакова напротив дома 40 и поменял название со старого «Техник-клуб» на современное «Бизнес-клуб Юнона». Позже рынок перенесли ещё раз: от самой дороги на сотню метров вглубь пустыря. Профиль рынка постепенно видоизменился и доля товаров, относящихся к радиоэлектронике, стала занимать не более 30-40 % общего ассортимента.
С сентября 2007 года издаётся журнал «Юнона».
В 2009 году была популярна реклама рынка: «Любовь не продаётся. Остальное можно найти на Юноне».